# مرو، کنیا
مرو (به انگلیسی: Meru) شهری در استان شرقی واقع در کشور کنیا است که در سال ۱۹۹۹ میلادی ۱۲۶٫۴۲۷ نفر جمعیت داشته و جمعیت آن در سال ۲۰۰۵ میلادی به ۱۴۶٫۹۸۶ نفر رسیده‌است.